# 현대 D엔진
현대 D엔진은 2000년 현대 싼타페에 탑재되에 있는 엔진이다. 성능은 배기량 1991cc 최대 출력은 115~126 hp, 최대토크는 26.5~29.5 kg.m이며, 최고속도는 알려져 있지 않다.